# Liu Chunhua
Liu Chunhua (née le 1er octobre 1986) est une athlète chinoise, spécialiste du lancer du javelot.

## Biographie
Liu Chunhua remporte la médaille d'or lors des Championnats d'Asie d'athlétisme à Kōbe. Elle conserve ainsi son titre acquis à Canton deux ans auparavant.
Son meilleur lancer est de 62,81 m réalisé à Tianjin en mai 2012. Elle avait dépassé la barre des 60 mètres, dès 2009 à Jinan avec 60,65 m.

### Palmarès
| Date | Compétition             | Lieu      | Résultat | Performance |
| ---- | ----------------------- | --------- | -------- | ----------- |
| 2009 | Championnats d'Asie     | Canton    | 1re      | 57,93 m     |
| 2009 | Jeux de l'Asie de l'Est | Hong Kong | 1re      | 60,05 m     |
| 2011 | Championnats d'Asie     | Kōbe      | 1re      | 58,05 m     |

### Records
| Épreuve           | Performance | Lieu    | Date        |
| ----------------- | ----------- | ------- | ----------- |
| Lancer du javelot | 62,81 m     | Tianjin | 12 mai 2012 |